# Qohord-e Bālā
Qohord-e Bālā (persiska: قُهوردِ عُليا, خُخورد بالَ, قُهُردِ عُليا, قهرد بالا, قُهُرد, Qohūrd-e ‘Olyā) är en ort i Iran.   Den ligger i provinsen Hamadan, i den nordvästra delen av landet, 300 km väster om huvudstaden Teheran. Qohord-e Bālā ligger 1 940 meter över havet och antalet invånare är 2 115.
Terrängen runt Qohord-e Bālā är en högslätt. Runt Qohord-e Bālā är det ganska tätbefolkat, med 54 invånare per kvadratkilometer. Qohord-e Bālā är det största samhället i trakten. Trakten runt Qohord-e Bālā består i huvudsak av gräsmarker.